# 細田守
細田 守（ほそだ まもる、1967年〈昭和42年〉9月19日 - ）は、日本のアニメ監督、アニメーター。
日本アニメーター・演出協会（JAniCA）会員。スタジオ地図取締役。
富山県中新川郡上市町出身。金沢美術工芸大学美術工芸学部美術科油画専攻卒業後、東映動画（現・東映アニメーション）に入社。アニメーターを経て、演出家に転向。1999年に『劇場版デジモンアドベンチャー』で映画監督としてデビュー。その後、フリーとなって監督した映画『時をかける少女』（2006年）、『サマーウォーズ』（2009年）で国内外の注目を集める。2011年に自身のアニメーション映画制作会社「スタジオ地図」を設立。2018年公開の『未来のミライ』がアカデミー賞長編アニメーション映画賞にノミネートされるなど、日本を代表するアニメーション映画監督のひとりである。
別名義に橋本 カツヨ（はしもと カツヨ）、遡玉 洩穂（そだま もるほ）がある。

## 来歴

### 学生時代
父親は鉄道職員。一人っ子。子供の頃は吃音があり、小学校1、2年は特別支援学級に通っていた。コミュニケーションが苦手で、絵を描くことだけが救いだったという。小学生の頃、劇場版『銀河鉄道999』や『ルパン三世 カリオストロの城』に衝撃を受け、その劇場パンフレットに載っていた絵コンテを見てアニメーションの世界に強く惹かれる。小学校の卒業文集には将来アニメーションのディレクターになりたいと書いていた。
中学生の時、NHK教育のトーク番組『YOU』の自主制作アニメ特集で自分と同じ学生がアニメを作っていることを知って触発され、中学3年の時にアニメ雑誌『アニメージュ』などを参考にペーパーアニメを制作するようになった。
高校1年生のとき、東映動画制作の角川映画『少年ケニヤ』（1984年、大林宣彦監督）のアニメーター公募を知り、上記の自主制作アニメで応募。最終候補3本の中に入ったことを知らせる電話が東映動画からかかってきたが、学校の中間テストのため上京を断念。
その後、現代美術の世界に惹かれていった細田はアニメとは疎遠になる。進学した金沢美術工芸大学では油絵を専攻。本人曰く、油絵を描かないような不真面目な学生だったが、所属した映画サークルでは50本近い映像作品を手がけ、落選したものの2本の劇映画を「ぴあフィルムフェスティバル」「イメージフォーラムフェスティバル」などに応募した。
大学3年の時に「大林宣彦ピアノリサイタル」を企画するが、立ち消えになる。また、東京芸術大学、京都市立芸術大学、愛知県立芸術大学、金沢美術工芸大学の4つの大学が集まって行う「四芸祭」では大学の代表を務める。
1989年、大学4年生の時にスタジオジブリの新人アニメーターの研修生募集があり、卒業のタイミングで採用試験を受けて最終選考まで残る。結果は不採用だったものの、宮崎駿から「君のような人間を入れるとかえって才能を削ぐと考えて入れるのをやめた」「君は自分の思うように作品を作るほうが向いている」という不合格の理由が記された直筆の手紙が送られてきた。
大学卒業後も引き続き就職先を探していた細田は、『少年ケニヤ』のときに電話をかけてくれた田宮武プロデューサーに連絡を取り、1991年に東映動画に入社。最初は演出を志望したが、田宮の勧めでアニメーターとしてデビューすることになる。

### 東映時代
アニメーターとして山下高明に師事し、6年間、様々な作品に参加する。動画を経てOVA『Crying フリーマン5 戦場の鬼子母神』で初の原画、アニメ映画『Coo 遠い海から来たクー』では作画監督補佐を務める。
1995年に金子伸吾の紹介でシャフト制作の『十二戦支 爆烈エトレンジャー』で初めて絵コンテを担当し、1996年にはスタジオぎゃろっぷ制作の『るろうに剣心 -明治剣客浪漫譚-』の絵コンテを遡玉洩穂名義で担当する。どちらも東映以外のスタジオの作品だった。同年、東映社内で演出採用試験が初めて実施され、これに合格する。
1997年、『ゲゲゲの鬼太郎（第4期）』で演出デビューを果たす。他のアニメスタジオとは異なり、東映における各話演出とはただ絵コンテと演出処理を担当する役職ではなく、その話数の監督という位置づけになる。同年、父親が急病で亡くなる。
1999年、劇場短編『劇場版デジモンアドベンチャー』で初監督を務める。
2000年、監督2作目の劇場中編『劇場版デジモンアドベンチャー ぼくらのウォーゲーム!』の先進性が話題となり、各方面から注目を集める。同作を観た現代アーティストの村上隆からルイ・ヴィトンのプロモーション映像の制作を依頼され、同社の2003年春夏コレクションの店頭プロモーション用アニメ『SUPERFLAT MONOGRAM』を監督することになった。

### 『ハウルの動く城』と東映への復帰
2000年8月、スタジオジブリに『ハウルの動く城』の監督として招かれ、東映アニメーションより出向。当時、ジブリでは宮崎駿、高畑勲以外の人物に監督を任せようとする機運が高まり、新たな人材を探していた。そんな中でアニメーションの研究家やライターが気鋭の若手演出家として細田を推薦。鈴木敏夫によれば、スタジオに遊びに来た細田に企画を見せたところ、快諾したので来てもらうことにしたという。制作がスタートして最初の1年ほどは鈴木自らがプロデューサーとして関わっていたが、次第に企画は難航して高橋望にバトンタッチ。その後、スタッフと共に作品の舞台となるイギリスへのロケハンも敢行して2001年12月には東宝が細田守監督作品として正式発表、絵コンテはCパートまで完成したが、2002年4月21日に細田版『ハウル』の制作中止が決まる。その間、2001年に母親が脳梗塞で倒れている。中止に至った理由は公式には明かされていないが、鈴木敏夫は「東映アニメーションとスタジオジブリの制作スタイルの違い」「宮崎駿の存在がプレッシャーになった可能性」を挙げている。その一方で、当時スタジオジブリは『千と千尋の神隠し』も並行して制作していたため、細田が率いる『ハウルの動く城』チームが人員不足に陥ってしまったという説やジブリのベテランスタッフとの意見の衝突説もある。細田自身は「映画の構成に悩んでいたが、東映で学んだというプライドや自負が邪魔をして宮崎や高畑にも相談せず、自らの殻に閉じこもってジブリで孤立していった。コンテは行き詰まり、最後は高橋プロデューサーから『細田君、これもう無理だね』と告げられた」としている。また一番辛かったのは、自らスタッフを集めたがプロデューサーの権限がないため何の保証も出来ないまま制作中止になったことで彼らとの信頼関係が壊れてしまったことだとも語っている。
東映復帰後、映画の企画を出し続けるが一本も通らなかった。故郷に帰ってアニメ以外の仕事をしながら母の介護をしようかとも悩んだが夢を諦めきれず、そのまま企画を出し続けた。しばらく鳴かず飛ばずの状態が続いたが、2004年にマッドハウスの丸山正雄社長（当時）から『時をかける少女』の監督のオファーが来る。丸山は細田の復帰第一作『おジャ魔女どれみドッカ〜ン!』第40話「どれみと魔女をやめた魔女」（2002年11月放送）を見て「これは『時をかける少女』だ」と思い、ちょうど原作者の筒井康隆からその映像化の許諾を得ていたので声をかけたという。
2005年、東映での最後の作品となる劇場版『ONE PIECE THE MOVIE オマツリ男爵と秘密の島』を監督。その制作中も、細田は『時をかける少女』のシナリオを模索していた。映画完成後、14年間勤めた東映アニメーションを退社してフリーになる。

### フリーでの活動

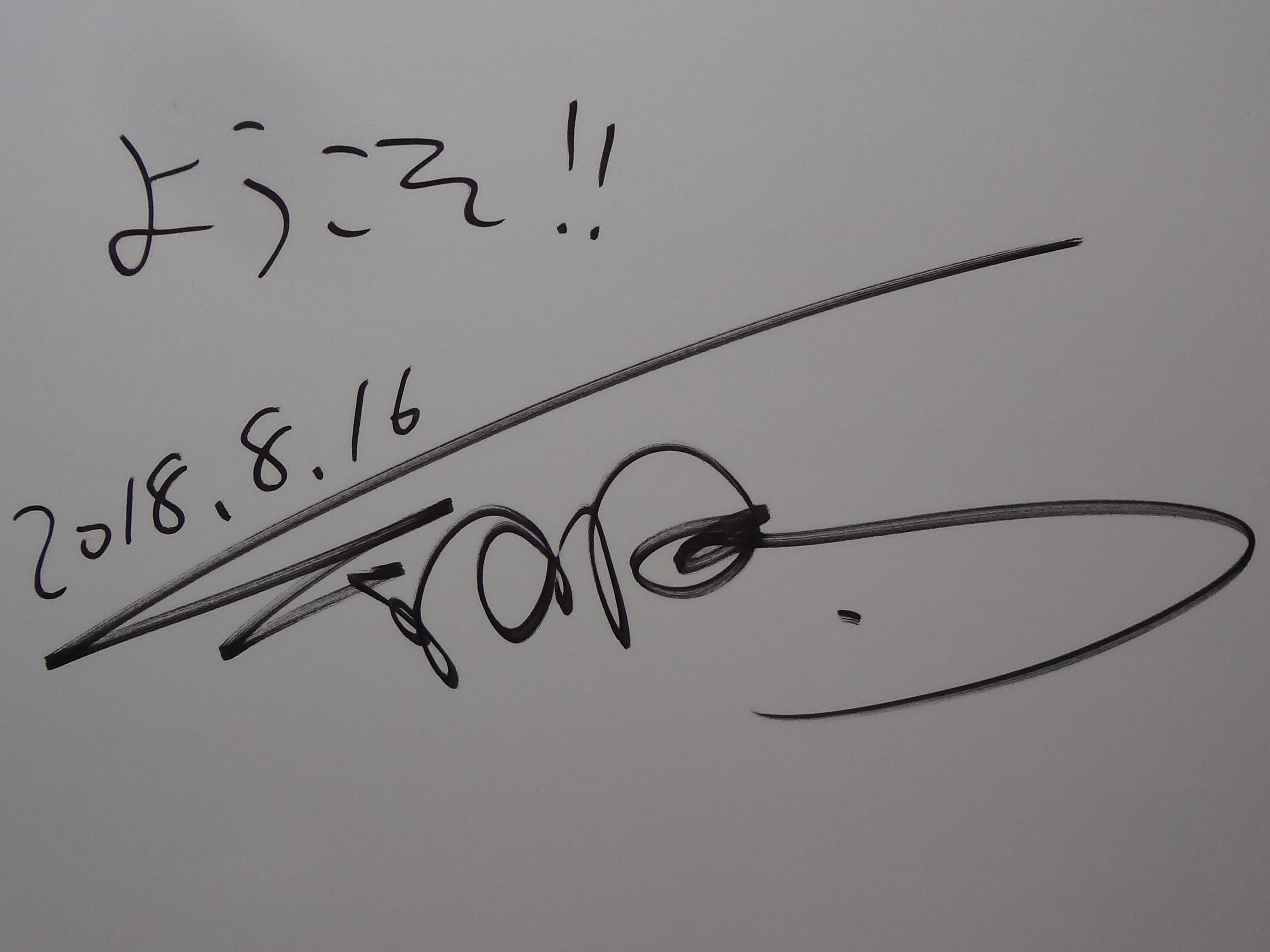
サイン

2006年7月、フリー第一作目の監督作『時をかける少女』が劇場公開される。公開当初は全国21館のみという小規模な興業を予定していたが、観客の口コミで人気を博し、最終的には40週間にわたる異例のロングランヒットとなり、観客動員数18万人以上、上映館数延べ100館以上、興行収入2.6億円を記録。作品の内容も高い評価を受け、国内外問わず数多くの映画祭、映画賞にも招かれた。
2009年8月に『サマーウォーズ』が劇場公開され、上映スクリーン数127、観客動員数126万人、興業収入16億5000万円と前作を大幅に上回るヒットとなった。しかし、映画制作中の同年7月に母親が死去。その半年後には祖母も亡くなった。

### スタジオ地図の設立
2011年4月、自身のアニメ制作会社スタジオ地図を設立（代表取締役は齋藤優一郎）。
2012年7月、『おおかみこどもの雨と雪』が劇場公開。公開前の同年6月には自ら執筆した同作品の原作小説で小説家としてデビューした。映画は観客動員約340万人、興行収入42億円を挙げ、2012年の年間興行収入ランキング第6位の大ヒットとなった。
2015年7月、『バケモノの子』を公開。興行収入58億円強の大ヒットとなる。
2012年9月に長男が、2015年末に長女が誕生している。
2018年、『未来のミライ』を公開。カンヌ国際映画祭の監督週間で上映されるなど国際的に評価され、アニー賞では長編インディペンデント作品賞を受賞した。ゴールデングローブ賞 アニメ映画賞とアカデミー賞長編アニメーション部門にもノミネートされた。アカデミー賞の候補に日本のアニメ映画が名前を連ねるのは、スタジオジブリ以外では初のことだった。
2021年7月、『竜とそばかすの姫』が全国416館で公開。興行収入は66億円に達し、細田としてもスタジオ地図としても最大のヒットとなった。同作は第74回カンヌ国際映画祭で新設された、それまでに高い評価を受けている監督たちの新作を集めた「カンヌ・プリミエール」部門に日本映画として唯一選出され、ワールドプレミア上映された。アニメーション作品は、カンヌ国際映画祭ではなく、そこから独立したアヌシー国際アニメーション映画祭で取り扱われることが多く、カンヌ映画祭で公式に選出されることは極めて稀である。アニー賞で合計5つの賞にノミネートされた。

## 作風
アニメーション制作がセルアニメからデジタルアニメへ移行するという大きな変わり目の時期に登場し、デジタルの特性を活かした画面構成・色彩感覚・表現方法・作品の内容で注目を浴びた演出家。色数制限が事実上なくなったことで表現できるようになったグラフィカルな絵作り、同じ1枚の背景データを使い回して様々な時間やシチュエーションを表現する手法など、デジタルの可能性を提示した。デジタルと手描きを絵筆を変えるように使い分けることで、自分が持つイマジネーションを具現化している。手描きもCGも単なる技法に過ぎず、両者は対立するものではないので2つの長所を重ね合わせて相乗効果を得られれば良いと考えている。「どうしてCGではなく手描きのアニメにこだわるのか」と聞かれることがあるが、むしろアニメーション制作者は優れたアニメーターの引く素晴らしく美しい1本の線のような技術を手放すべきではないと答えている。手描きアニメと比較したときに、日本で作られた既存のCGアニメは感情表現に成功しているとは言い難いが、なんとか人物の気持ちが観客に通じるように描く方向に持っていきたいと考え、チャレンジを続けている。
テレビアニメの表現に興味を持ったことはなく、自分は映画の人間だと語っている。
映画制作において、アニメーションという技法を使って革新的に表現の幅を広げようとしている。既存のアニメ表現にとどまらず、いろいろな世界観や表現方法を映画に取り入れたいと思っている。作られた本数の少ないアニメ映画はまだポテンシャルを出し切っていないので、映画芸術に対して何か貢献できるのではないかと常に模索している。その一方で、アニメという一つのジャンルムービーとしては、愛好家がより深く突き詰めていくという快楽があるのもわかっている。しかし、ジャンルだけを追求していくと世界が狭まっていく一方なので、やはり保守と革新の両輪が必要だと考えている。
映画とは現代を描くものであると考え、時代とともに変化する世界や価値観を反映した作品作りを目指している。作劇の上で、自身の問題意識を込めながら作品を作っている。具体的には、家族の問題や「自分は何者なのか?」というアイデンティティに悩む子供や若い人が成長していく過程をどうやって形を変えて描けるかをずっと考えている。特に家族については「家族そのものが時代に伴って変化しており、その分だけ描く必要のある今日的モチーフで興味が尽きない」として、常に取り上げてきた。しかし家族という関係そのものに思い入れはなく、自身は父とは疎遠で亡くなるまで親子の関係は希薄なままで、母との折り合いもあまり良くなく、自分の子供ができるまで子育てにも興味がなかったという。また、仕事が上手く行かなかったなどの自らの苦しい経験、あまり仲の良くなかった自身の親戚との関係、結婚して新たに親戚が増えるとどうなるかなどの実体験を作品に盛り込んでいる。
何度も繰り返しリメイクされた作品を取り上げることが多いが、普遍的な要素を残しつつ同じ枠組みで時代の移り変わりにより何が変わったのかを描くことで世の中の変化が見えてくるので、古典を何度も新しく作り直すことには大きな意味があると考えている。
もともとは画家になりたかった人で、本人は映像作家というよりも「絵の作家」という意識が強い。「アニメーション映画は映画の中の一分野や実写映画の傍流ではなく絵画の歴史の一分野だと思っている」「実写が写真だとするとアニメーションは絵の系譜であり、生まれてまだ200年の写真よりも人類が絵を描いてきた歴史の方がはるかに長い」と語っている。もともと日本アニメは伝統的に日本絵画の影響下にあるが、細田は最も自覚的にその影響を取り込んでいるアニメ作家であり、それを自身の作家性としている。
細田作品の特徴として真っ先に挙げられるのが「影なし作画」である。通常、アニメでは人物の立体感を表現するために、色の塗り分けによって陰影をつけるが、細田作品の人物画は特別なシーンでない限り、影が描かれない。その意図について、細田は「アニメーションにおける影は、実写のように影や光が当たっているところを細かく人物に付けることで『絵であることから抜け出たい』という思いがあるが、自分は逆に『アニメーションは絵画である』ということを強調したい」「絵画史のなかの一番最先端にアニメーションという表現があるということを自覚して作った」と説明している。「立体感は動きによって表現すべし」とする細田の考えに基づき、陰影のないフラットな人物画で躍動感のある動きを表現しているが、アニメーション本来の魅力の源泉である動きの芝居に力を注ぐことで作品のダイナミズムが生まれている。顔に陰影がないのは浮世絵などの日本絵画の特徴だが、影のない平面的なキャラクターは一層記号的な存在となる。その代わりに動きや型を追求したのが日本画であり、細田作品の陰影のないフラットな人物描写は日本画の伝統に延長線上にあるものだと指摘されている。また、影を描かないのは作業の効率化という意味合いもある。影が無くなればリテイク率も圧倒的に減り、その分の時間や予算を他の部分に回すことが出来るからである。初めに作画の手間を減らすために影を無くしたいと言い出したのは長年コンビを組む山下高明である。最初はむしろ細田はそれに抵抗していたが、山下の画力なら十分耐えられると思い直し、不必要な影や線を極力減らした分、人物の形そのものや芝居に力を入れよう、という事になった。
定点観測アングル、広角レンズ画面、引きのショットが多いのは客観性を持たせるためである。カメラワークを変えず、同じカットを繰り返す同ポジションを多用することによって独特の画面作りとテンポを生み出している。自身のレイアウト作業の省力化の意味もあり、繰り返し使えるようなカットを作ることで1カットのレイアウトに通常の数倍の時間をかけることができる。描く背景の枚数も少なくなるのでそのクオリティーも上がる。広角レンズを意識したカメラワークの使用（ロングショットで切り替わるカメラがよく見られ、細田曰く、「コンテ作業は様々な場所に仕掛けた隠しカメラが切り替えてるだけ」とのこと）や、画面下半分で芝居をするなどの表現手法も多い。
細田守作品の美術・背景は人物絵とは対照的に非常に写実的で実在感があり、徹底したリアリズムが貫かれている。現実に存在する風景を精緻に描くことで、ファンタスティックな出来事が起こる物語でも、登場人物たちは実在して生きているのだと観客に感じさせることができる。
細田作品には、「クジラ」「青空」「入道雲」「桃」「本棚」等の共通するイメージが頻繁に登場する。「桃」は細田作品が公開される夏が旬の果物であるため。また異世界に通じるとも言われていて、実際、細田作品では異世界に入るタイミングで出現する。どの作品も「青空」がベースにあり、感情の変化にシンクロして天候も変化する。「入道雲」は、変化や成長のメタファーとして用いられている。主人公たちの成長というテーマをむくむくと盛り上がる入道雲に託している。「クジラ」や「オオカミ」をモチーフにしたキャラクターが出てくることが多いが、どちらも人間にある種の社会的イメージを植え付けられた動物であり、その人間中心的な考えが傲慢に思えてしまうので、つい動物側に寄り添いたくなるという。
演出の付け方にはアニメーターの芝居に頼らず、なるべく絵コンテの段階で作品のおもしろさを保証する「表現派」と、アニメーターの作画によるキャラクターの演技に頼って演出する「芝居派」の2種類があると東映の先輩演出家たち（特に幾原邦彦）から教えられた。東映では作画の力を当てにしない「表現派」が推奨されていたが、細田はそれでは豊かな作品にはならないと思っている。
インターネットを題材とした映画を継続的に作っている世界でも数少ない監督の1人だと自負している。インターネットには負の側面もあるが良い面もあり、ただ批判するだけではなく、肯定的に寄り添う目線が必要ではないかと考えて取り上げている。
夏休み期間に新作を公開するのは、子供たちに向けた夏休みのアニメーション映画には、一種の社会的な役割があると思っているから。
日本のアニメーション界では子供や動物を描くことが難しくなってきているが、子供を描くことを通して、家族・社会・世界を描くことこそがアニメーションに課された役割ではないのかという問題意識を強く持ち、あえてそれらを描くことに挑戦している。
作品ごとにスタッフを変えるのではなく、ずっと同じスタッフと仕事をする。何作も一緒にやってきた関係性だからこそ、技術的にも内容的にもできる表現があると考えている。その一方で作品を作るごとにアニメ業界以外を含む新たな才能を数多く登用することで多様なセンスを取り入れている。
細田作品のプロデューサーチームは合議制なのが特徴で、話し合って価値観や哲学を共有したうえで、自分の専門分野から作品を支援する。
アフレコでは役者が別々に収録する事を嫌い、そのシーンに出演する役者全員を立ち合わせて収録する。

## 人物
好きな映画監督は相米慎二（『台風クラブ』）、ヴィム・ヴェンダース（『ベルリン・天使の詩』）、ウディ・アレン（『世界中がアイ・ラヴ・ユー』）、ビクトル・エリセ（『ミツバチのささやき』）、エドワード・ヤン（『ヤンヤン 夏の想い出』）など。
感銘を受けたアニメとして『赤毛のアン』、『劇場版 エースをねらえ!』、『機動戦士ガンダム』、『劇場版 銀河鉄道999』、『ルパン三世 カリオストロの城』を挙げている。
学生時代から愛着のある作家として、大江健三郎と寺山修司を挙げている。柄谷行人や吉本隆明といった文芸評論家の著書からの影響も公言しており、Twitterでは村上春樹のスピーチ文を薦めている。
東映時代、演出家として影響を受けた人物として、山内重保、幾原邦彦、古橋一浩らの名を挙げている。
幼い頃から宮崎駿に憧れ、スタジオジブリの採用試験を受けたほど。"ポスト宮崎駿"と言われることについては、「宮崎駿になりたくて、あるいはそういうポジションにつきたくてアニメの仕事をしているわけではなく、あくまで自分自身の『面白い映画』を作りたいだけ」と答えている。スタジオジブリのもうひとりの顔であった高畑勲については、「『アニメーションとは何か』ということに対して最も自覚的なアニメ監督で、アニメでしか出来ない表現を求めてそれを形にしてきたイノベーター」「絵を描かない監督と言われるが、絵を描くことだけが映画を支配する方法じゃないということをきっと知っていた。もっと上位の視点があるのかもしれず、そこに到達出来ていたのは高畑監督だけだと思う」と評している。

## 評価
- 筒井康隆は、細田版『時をかける少女』の脚本を読んだ後、「原作と全然違うところが良い」と映画化を快諾した[77][注 12]。「本当の意味での2代目の『時をかける少女』」である」「正統な続編」と一定の評価を与えている[78]。テレビ出演時には「時代設定が現代となり、それにともなってヒロインのキャラクターがタイムパラドックスのことなど考えないでタイムリープする、等身大の馬鹿な現代の女の子になったことでリアリティが出た」「主人公の何度も同じことをやるというゲーム的な性格描写に実験的な文学性がある。『リセット』『繰り返し』というゲーム的リアリズムは文学の重要なテーマになり得るのではないかと思って自分も取り組んでいるので、そんなところがよい」「自分の時代はSF設定について批評が厳しかったので原作通りにやってるシチュエーションはいいが、新しく付け加えられたものについては突っ込もうと思えばいくらでも突っ込める。でもこういう内容なので特に問題ない」「ここから先を書かないと文学にならないというところは描いてない。その代わりにこれまで文学で書けなかったことがアニメで描けている。それで良しとしなければならないという気はする」などとコメントしている[77]。
- 富野由悠季は、文化庁メディア芸術祭にて『時をかける少女』を「実写よりはるかにいい。アニメの壁を外している」「『日本沈没』よりいい」と樋口真嗣の前で高評価を下し、樋口を苦笑させた。しかし一方で「高校生たちの告白したいという台詞がSEXしたいと聞こえる」「キャラクターが活かし切れていない」とも評価したらしい。スケジュールの都合で富野が去った後、細田は「富野監督が帰る前に、アメリカではSEXの匂いがしないと言われたんですよと言うべきでした」と言った[79]。『おおかみこどもの雨と雪』もまた激賞しており、「本作の前では、もはや過去の映画などは、ただ時代にあわせた手法をなぞっているだけのものに見えてしまうだろう」とまで書いている[80]。
- 丸山正雄は、自作品について自賛することが多く、他者の作品を褒めることはしなかった出﨑統が唯一「面白い」と評したのが『時をかける少女』の細田だったと証言している[81]。

## エピソード
- アニメ業界では、上記の通り東映の入社時に最初から演出業を志望していたがしばらくはアニメーターとしての日々だった。アニメーター時代は山下高明が師匠のような存在であり、色々な技術を彼から教わっていた。しかし演出デビューしたのをきっかけに作画の仕事からフェードアウトしていく。細田はこのことを若干後悔しているらしく、『時をかける少女』公開時のイベントで、「もし、過去をやり直せたら何をするか」とのテーマで七夕での願掛けを行う際「東映入社時に戻って作画をもう一度修行し直したい」と書いた[82]（アニメーターとしての腕は確かであり、すしおが原画修正のやり方について悩んでいたときに細田が間髪入れずアドバイスしたことで「この人には敵わない」と思わせる程であったという[83]）。
- 細田が演出を担当した『デジモンアドベンチャー』第21話「コロモン東京大激突!」では、兄妹を夫婦に見立てた、兄妹間の官能的な性質も帯びた情愛という複雑なテーマにも挑戦した[84]。『未来のミライ』では、実際に兄妹の父親となったことからの経験を踏まえ、映画作品として初めて兄妹をテーマに作品を作る[85]。
- 『少女革命ウテナ』29話制作時、元の脚本が気に入らず監督の幾原邦彦に許可をもらい、絵コンテを描く段階で元の脚本を見ずに全面的に書き直した過去がある[21]。
- 絵本を自身の子供に読み聞かせていく中で動物が多く出てくることに気づき、子供の成長には動物が重要ではないかと「バケモノの子」は動物の顔をしたバケモノたちの世界にした[86]。
- 『おおかみこどもの雨と雪』の制作にあたり、高橋望プロデューサーの母校・一橋大学でロケハンを行う。キャンパスを子連れの母親が歩いているオープンさ、都心から離れ由緒ある古めかしい校舎の佇まい、映像を見てもほとんどの人がどこの大学か知らないこと、あまり裕福な家庭の出ではない花がアルバイトで学費を稼ぎながら通える国立大学、生真面目でリベラルな校風が花の性格と合っていることが、狼男と恋に落ちる常識に囚われない女子大生に相応しいとして物語の舞台に選ばれた[87]。
- 時期は不明だが、『涼宮ハルヒシリーズ』の劇場版の監督のオファーがあった。細田自身はやりたいと言ったものの、やらせてもらえなかったという[88]。
- 喫煙者であり、仕事中はセブンスターを吸っている[23]。公共性獲得のため絵コンテは常にファミレスで描いていたが喫煙スペースで隔離されるようになって以降、『おおかみこども』は自宅で[89]、『バケモノの子』は自宅作業場を模した一室を借りてコンテを描くことになった。
- 『劇場版デジモンアドベンチャー』の監督料は46万5千円。製作期間で割るとひと月10万円以下だったため、生活は苦しく、他の仕事を掛け持ちして何とか乗り切った[21]。
- おおかみこどものひとつのきっかけは日本テレビ情報バラエティ番組『PON!』でドラマ『怪物くん』の番宣のため狼男に扮する芸人チャンカワイを見て狼男に息子や娘がいたら面白いかもと思ったから[90]。
- 世界を代表するゲームクリエイターの一人宮本茂（任天堂）は同じ金沢美術工芸大学の先輩にあたり、細田の尊敬するクリエイターでもある。宮本の掲げるゲーム製作理念、広い世代の多くの人間に楽しんで貰おうとする「万人向け」のスタイルには、細田自身も自身が抱えるアニメ業界の閉塞感打破への目標として追従している[91]。

### 人間関係
- 山下高明はアニメーター時代の師匠であり、演出家に転身後も協力関係が続いている。『デジモンアドベンチャー』以降の作品で採用している登場人物の影を省略するスタイルは、山下の提案によるもの[64]。
- 細田と樋口真嗣は業界内では「似たもの同士」と認識されており、外見（メガネにヒゲ）・作品のテーマ・ジャンル・キーワード・果ては公開日まで一緒になっていた[92]。
- イニシャルが同じHである樋口、原恵一、浜野保樹と、これに加えて井上雄彦と共に「愛のあるHの会」を結成しているらしい[93]。
- 結婚式に出席したのは佐藤順一・幾原邦彦等、東映アニメーションや『少女革命ウテナ』関連のスタッフなども多くいた[94]。最初に明らかにしたのは吉松孝博である[95][96]。

## 監督作品

### 短編アニメーション映画
劇場版デジモンアドベンチャー
1999年3月6日公開。上映時間20分。監督を担当。英題：Digimon Adventure
劇場版ゲゲゲの鬼太郎 鬼太郎の幽霊電車3D
1999年公開。2009年10月3日再上映。上映時間14分。演出を担当。鬼太郎初の立体CGアニメーション映画であった。
劇場版デジモンアドベンチャー ぼくらのウォーゲーム!
2000年3月4日公開。上映時間40分。監督を担当。英題：Digimon Adventure: Our War Game!
劇場版デジモンアドベンチャー3D デジモングランプリ!
2000年7月20日公開。2009年10月3日再上映。上映時間7分。演出を担当。

### 長編アニメーション映画
ONE PIECE THE MOVIE オマツリ男爵と秘密の島
2005年3月5日公開。上映時間91分。細田守の長編アニメーション映画初監督作品。英題：One Piece: Baron Omatsuri and the Secret Island
時をかける少女
2006年7月15日公開。上映時間98分。筒井康隆の小説『時をかける少女』が原作。細田守がフリーになり初めて手掛けた劇場長編アニメーション映画作品。英題：The Girl Who Leapt Through Time
サマーウォーズ
2009年8月1日公開。上映時間115分。原作・監督を担当。観客動員数126万人、興業収入16億5000万円の大ヒット作品。英題：Summer Wars
おおかみこどもの雨と雪
2012年7月21日公開。上映時間117分。原作・監督を担当。また本作で初めて、細田守自ら脚本も奥寺佐渡子と共に担当した。さらに初の試みとして細田守自身が映画の原作小説の執筆を担当した。英題：Wolf Children
バケモノの子
2015年7月11日公開。上映時間119分。原作・脚本・監督・キャラクターデザイン(一部)を担当。英題：The Boy and the Beast
未来のミライ
2018年7月20日公開。上映時間98分。原作・脚本・監督を担当。原作小説は細田守自らが執筆した。英題：Mirai
竜とそばかすの姫
2021年7月16日公開。上映時間121分。原作・脚本・監督を担当。英題：Belle
果てしなきスカーレット
2025年11月21日公開予定。原作・脚本・監督を担当。英題：Scarlet

### イベント上映作品
1999年
- ゲゲゲの鬼太郎〜鬼太郎の幽霊電車〜（花やしき遊園地などでの限定上映）

2000年
- デジモンアドベンチャー3D デジモングランプリ!（サンリオピューロランド限定上映）
- 銀河鉄道999 ガラスのクレア（丸の内東映ほか）

2003年
- SUPERFLAT MONOGRAM（ルイ・ヴィトン店舗限定上映）
- 66（六本木ヒルズ限定上映）
- 不思議世界アタゴオル（文化庁メディア芸術祭限定公開、『アタゴオルは猫の森』のパイロットフィルム、橋本カツヨ名義）

### TVCM
2003年
- 六本木ヒルズ「六本人生まれる篇」
- スクウェア・エニックス『スライムもりもりドラゴンクエスト 衝撃のしっぽ団』

2005年
- スクウェア・エニックス『スライムもりもりドラゴンクエスト2 大戦車としっぽ団』

2012年
- ハウス食品「一緒だと、あったかいね」キャンペーンCM

2015年
- サントリー GREEN DA・KA・RA『差し入れ』篇『市場』篇

## 参加作品

### 動画・原画
- まじかる☆タルるートくん すき・すき♡タコ焼きっ!（動画）
- 三国志 完結編・遥かなる大地（動画）
- 光の風のアーマ（動画）
- Crying フリーマン5 戦場の鬼子母神（原画）
- 仮面ライダーSD（原画）
- おさわが！スーパーベビー（原画）
- Coo 遠い海から来たクー（作画監督補佐）
- ドラゴンボールZ（原画）173話
- SLAM DUNK（原画）29話 70話
- スラムダンク 全国制覇だ! 桜木花道（原画）
- 劇場版GS美神 極楽大作戦!!（原画）
- スラムダンク 湘北最大の危機! 燃えろ桜木花道（原画）
- 代紋TAKE2 第II章（原画）
- スペシャルプレゼント 亜美ちゃんの初恋 美少女戦士セーラームーンSuperS外伝（原画）
- 美少女戦士セーラームーン セーラースターズ （原画）7話
- ドラゴンボールZ 燃えつきろ!!熱戦・烈戦・超激戦（原画）
- ドラゴンボールZ 危険なふたり!超戦士はねむれない（原画）
- ご近所物語（原画）1話 7話
- 幽☆遊☆白書 冥界死闘篇 炎の絆（原画）
- スラムダンク 吠えろバスケットマン魂!! 花道と流川の熱き夏（原画）
- ドラゴンボール 最強への道（原画）
- 少女革命ウテナ（原画）7話 18話 23話、橋本カツヨ名義
- ゲゲゲの鬼太郎 大海獣（原画）
- 銀河鉄道999 Galaxy Express エターナル・ファンタジー（原画）
- 明日のナージャ（26話原画）

### 絵コンテ・演出
- 1995年 『十二戦支爆烈エトレンジャー』（27話・33話・37話）
- 1996年 『るろうに剣心 -明治剣客浪漫譚-』（8話・18話・24話・29話・40話・43話、遡玉洩穂名義）
- 1996年 『ゲゲゲの鬼太郎』（第4期、94話・105話・113話）
- 1997年 『少女革命ウテナ』（7話・14話・20話・23話・29話・33話・39話・劇場版、橋本カツヨ名義）
- 1997年 『電脳戦隊ヴギィ'ズ★エンジェル』（OP、遡玉洩穂名義）
- 1998年 『ひみつのアッコちゃん』（第3期、6話・14話・20話・30話）
- 1998年 『アリスSOS』（OP、橋本カツヨ名義）
- 1999年 『天使になるもんっ!』（20話・22話、橋本カツヨ名義）
- 1999年 『デジモンアドベンチャー』（21話）
- 1999年 『るろうに剣心 -明治剣客浪漫譚- 追憶編』（4幕Bパート、クレジット未表記）
- 2000年 『デジモンアドベンチャー02 石田ヤマト 手紙 -Letter-』（ドラマCD）
- 2002年 『スパイラル －推理の絆－』（OP、橋本カツヨ名義）
- 2002年 『Strawberry JAM「喜望峰」』（TVCM、橋本カツヨ名義）
- 2002年 『おジャ魔女どれみドッカ〜ン!』（40話・49話）
- 2003年 『明日のナージャ』 （OP・ED・5話・12話・26話）
- 2004年 『GA.ニメ〜この支配からの卒業〜尾崎豊』
- 2004年 『東映ビデオ』（リーダーフィルム、2004年5月以降）
- 2004年 『サムライチャンプルー』（OP、橋本カツヨ名義）
- 2004年 『ONE PIECE』（199話）
- 2012年 『おおかみこどもの雨と雪』（小説朗読CD）

### 音響監督
- 2001年 『デジモンアドベンチャー02 ドラマCD 石田ヤマト 手紙-Letter-』
- 2006年 『ディープ・イマジネーション―創造する遺伝子たち』（『ガラクタの町』のみ）

### 写真
- 2010年 世紀末オカルト学院（ED写真、橋本カツヨ名義）

## 書籍

### 小説
- 『おおかみこどもの雨と雪』（KADOKAWA、2012年刊）
- 『バケモノの子』（KADOKAWA、2015年刊）
- 『未来のミライ』（KADOKAWA、2018年刊）
- 『竜とそばかすの姫』（KADOKAWA、2021年刊）

### 絵本
- tupera tupera, 細田 守 (作)『オニババ対ヒゲ』（KADOKAWA、2018年刊）

### 画集・絵コンテ集
- 『時をかける少女 絵コンテ 細田守』（アニメスタイル、2006年刊）
- 『デジモンアドベンチャー 絵コンテ 細田守』（アニメスタイル、2007年刊）
- 『サマーウォーズ 絵コンテ 細田守』（アニメスタイル、2009年刊）
- 『おおかみこどもの雨と雪 絵コンテ 細田守』（アニメスタイル、2012年刊）
- 『バケモノの子 絵コンテ 細田守』（アニメスタイル、2015年刊）
- 『未来のミライ ARTBOOK』（KADOKAWA、2018年刊）

### ムック
- 『PLUS MADHOUSE 03 細田守』（キネマ旬報社、2009年刊）
- 『細田守ぴあ』（ぴあ、2012年刊）
- 『細田守とスタジオ地図の仕事』（日経エンタテインメント!、2015年刊）
- 『スタジオ地図Walker〜細田 守作品を巡る旅〜』（KADOKAWA、2018年刊）
- 『細田守とスタジオ地図の10年』（キネマ旬報社、2021年刊）
- 『竜とそばかすの姫 オフィシャルガイドブック U』（KADOKAWA、2021年刊）

### 関連書籍
- 『SWITCH』Vol.30 No.8 細田守『おおかみこどもの雨と雪』はこの世界を祝福する（スイッチ・パブリッシング、2012年刊）
- 『SWITCH』Vol.33 No.7 細田守 冒険するアニメーション（スイッチ・パブリッシング、2015年刊）
- 『SWITCH』Vol.36 No.8 特集 細田守 オルセーへ行く（スイッチ・パブリッシング、2018年刊）
- 『ゲンロンエトセトラ #8』東浩紀・細田守対談（ゲンロン、2013年刊）
- 『ユリイカ 詩と批評』「総特集 細田守の世界」（青土社、2015年9月臨時増刊号）
- チャールズ・ソロモン、和田侑子『THE MAN WHO LEAPT THROUGH FILM 細田守の芸術世界』細田守インタビュー（グラフィック社、2022年刊）

## 出演
- NHKアカデミア「細田守 アニメ映画監督 "揺るぎない知性"との出会い」（2022年7月26日、8月13日、NHK Eテレ）[97]

## 受賞

### 個人
2007年
- 平成19年度北日本新聞文化賞 芸術選奨

2008年
- とやま賞

2010年
- 平成21年度芸術選奨文部科学大臣新人賞 メディア芸術部門
- 第45回上市町栄誉表彰
- 第15回アニメーション神戸賞 個人賞[98][99][100]

2012年
- ASIAGRAPH2012 創（つむぎ）賞
- 富山県功労表彰

2013年
- 上市町新町制60周年記念式典 特別表彰

2015年
- 第28回東京国際映画祭 ARIGATO賞[101]

### デジモンアドベンチャー ぼくらのウォーゲーム!
2000年
- 第18回ゴールデングロス賞優秀銀賞

### 時をかける少女
2006年
- 第39回シッチェス・カタロニア国際映画祭アニメーション部門（Gertie Award）最優秀長編作品賞
- 第11回アニメーション神戸賞 作品賞・劇場部門[102][103]
- 第31回報知映画賞特別賞
- 第10回（平成18年度）文化庁メディア芸術祭アニメーション部門大賞[104]

2007年
- 第61回毎日映画コンクールアニメーション映画賞
- 第30回日本アカデミー賞 最優秀アニメーション作品賞[105]
- 第1回Invitation AWARDS アニメーション賞
- デジタル・コンテンツ・オブ・ジ・イヤー06/第12回AMDアワード 「大賞（総務大臣賞）」・「BestDirector」
- 第21回デジタルコンテンツグランプリ優秀賞
- 東京アニメアワード2007『アニメーション・オブ・ザ・イヤー』・監督賞[106]
- 第31回アヌシー国際アニメーション映画祭 長編部門特別賞「feature films: Special distinction」
- 第38回星雲賞メディア部門[107]

2008年
- 第26回国際アニメーション映画祭Anima2008 （ベルギーブルッセル）BeTV賞
- OACC2008（中国）Golden dragon award

### サマーウォーズ
2009年
- 第42回シッチェス・カタロニア国際映画祭アニメーション部門(Gertie Award)最優秀長編作品賞
- 第24回デジタルコンテンツグランプリ経済産業大臣賞[108]
- 第13回（平成21年度）文化庁メディア芸術祭アニメーション部門大賞[109][110]

2010年
- 第64回毎日映画コンクールアニメーション映画賞
- 第52回ブルーリボン賞日本映画ベスト10選出[要出典]
- 第14回日本インターネット映画大賞日本映画部門 作品賞
- 東京アニメアワード2010『アニメーションオブザイヤー』・国内劇場部門優秀作品賞・監督賞・原作賞[111]
- デジタル・コンテンツ・オブ・ジ・イヤー`09/第15回AMDアワード年間コンテンツ優秀賞
- 第33回日本アカデミー賞最優秀アニメーション作品賞[112]
- 第1回日本シアタースタッフ映画祭 グランシャリオ賞（邦画部門1位）
- 第7回リスボン国際インディペンデント映画祭 観客賞
- 第14回モントリオール ファンタジア映画祭 最優秀アニメーション賞 観客部門：金賞
- 第41回星雲賞映画演劇部門・メディア部門[113]
- 第1回アナハイム国際映画祭 最優秀アニメーション賞
- 第19回 日本映画プロフェッショナル大賞 監督賞

2011年
- 第1回ビデオ屋さん大賞 第1位
- 2011ジャパンエキスポアワード 最優秀劇場版アニメ賞

### おおかみこどもの雨と雪
2012年
- 第45回シッチェス・カタロニア国際映画祭アニメーション部門(Gertie Award)最優秀長編作品賞
- 第16回（平成24年度）文化庁メディア芸術祭アニメーション部門優秀賞[114]
- 第30回ゴールデングロス賞優秀銀賞

2013年
- 第3回ロケーションジャパン大賞 グランプリ
- 第67回毎日映画コンクールアニメーション映画賞
- 第36回日本アカデミー賞最優秀アニメーション作品賞
- ワーナー・マイカル映画館大賞2012 ベスト10 邦画部門第1位
- 第17回日本インターネット映画大賞日本映画部門 アニメ賞 監督賞
- 東京アニメアワード2013『アニメーションオブザイヤー』「監督賞」[115]
- デジタル・コンテンツ・オブ・ジ・イヤー'12/第18回AMDアワード 総務大臣賞（大賞）[116]
- 第4回ヒットメーカー・オブ・ザ・イヤー グランプリ
- 第4回日本シアタースタッフ映画祭 グランシャリオ賞（邦画部門1位） 監督賞
- 第16回ニューヨーク国際児童映画祭長編観客賞
- 第22回日本映画批評家大賞アニメーション部門 作品賞
- 第29回イマジン・フィルム・フェスティバル(アムステルダム) グランプリ(Black Tulip 2013)
- 第22回日本映画プロフェッショナル大賞ベストテン 第10位

### バケモノの子
2015年
- 第33回ゴールデングロス賞 日本映画部門・優秀銀賞
- 第43回アニー賞・長編インディペンデント作品賞 ノミネート[117]
- 第19回文化庁メディア芸術祭アニメーション部門・審査委員会推薦作品（2015年）[118]

2016年
- 第39回日本アカデミー賞 最優秀アニメーション作品賞[119][120]
- 第25回日本映画批評家大賞アニメーション部門作品賞[121]

### 竜とそばかすの姫
2021年
- 第74回ロカルノ国際映画祭キッズアワード[122]